# Epinotia caracae
Epinotia caracae is een vlinder uit de familie van de bladrollers (Tortricidae). De wetenschappelijke naam van de soort is voor het eerst geldig gepubliceerd in 2014 door Razowski & Becker.

## Type
- holotype: "male, 1-2.IV.1992. leg. V.O. Becker. genitalia slide no. 1128"
- instituut: Coll. Becker in het Braziliaanse Camacan
- typelocatie: "Brasil, Minas Gerais, Caraca, 1300 m"